# Contea di Tripoli
La contea di Tripoli fu l'ultimo degli stati feudali latini ad essere fondato nel Levante in seguito alla prima crociata. Conquistata dalle forze cristiane nel 1109, fu inizialmente governata da Bertrando II di Tolosa, come vassallo del re di Gerusalemme Baldovino I.
Era situata nella parte settentrionale dell'attuale Libano.

## Storia
Conquista delle forze cristiane 
Sebbene fosse uno dei più ricchi e potenti principi crociati, Raimondo di Tolosa non aveva acquisito alcun possedimento a seguito della Prima crociata.
Signori occidentali si erano installati in Edessa, Gerusalemme ed Antiochia mentre Raimondo aveva avuto poco successo nell'acquisire terre dai bizantini.
Desideroso di un possedimento in Terra santa, egli decise di conquistare Tripoli con la forza e, nel 1103, iniziò i preparativi per un attacco al ricco porto insieme ai veterani della crociata del 1101.
Il Conte di Tolosa iniziò la costruzione di un grande castello su una cresta chiamata Mons Peregrinus, a qualche chilometro dalla stessa Tripoli.
La fortezza è ancora conosciuta localmente come Qal'at Sanjil (Fortezza di Saint Gilles) in riferimento a Raimondo.
Il castello rimase in mani cristiane tra il 1103 ed il 1289, più a lungo di ogni altro nel Regno di Gerusalemme.
Nonostante la minacciosa fortezza e le truppe esperte, l'assedio proseguì anche oltre la vita dello stesso Raimondo, che morì il 25 febbraio 1105.
Comunque, le varie componenti degli assedianti rimasero unite, tale era l'attrattiva del porto;
Guglielmo Conte di Cerdagna, nipote di Raimondo (fratellastro della madre) e suo compagno nella crociata, assunse il controllo delle operazioni, anche se le cose si complicarono presto.
Il figlio di Raimondo, Bertrando, che la chiesa considerava illegittimo, lasciò Tolosa, dove era stato reggente per una decade, ed arrivò in Terra santa con "un notevole esercito ed una grande flotta genovese".
Iniziò subito una competizione per la successione, e le lotte interne cristiane minacciarono il successo dell'intero assedio.
Re Baldovino indisse un concilio con Bertrando, che era il suo favorito, e Guglielmo che era invece appoggiato da Tancredi, principe di Galilea.
Si giunse a concludere un trattato in forza del quale Tripoli sarebbe stata divisa tra Guglielmo, che avrebbe tenuto la parte nord facendo atto d'omaggio al Principe Tancredi, e Bertrando, che avrebbe avuto la parte sud della città come vassallo del re Baldovino.
Placati gli animi, il re preparò l'esercito cristiano per l'attacco finale.
Incapace di resistere contro le forze unite del Regno di Gerusalemme, Tripoli si arrese il 12 luglio 1109.
L'ultimo stato crociato era stato posto in essere ed il Regno di Gerusalemme controllava ora l'intera costa est del Mediterraneo.
Il trattato di divisione concordato all'ultimo concilio fu presto superato dalla morte di Guglielmo, per una ferita di freccia, tra accuse di omicidio.
Bertrando divenne quindi Conte dell'intera Tripoli, realizzando il sogno di suo padre dopo dieci anni.
 Bertrando di Tolosa (1149) 
Quando la Contea fu creata nel 1109, Alfonso I di Tolosa, il figlio del Conte Raimondo, era ancora un infante e così il figlio illegittimo più anziano, Bertrando, divenne Conte.
Tuttavia, alla fine del 1140 Alfonso arrivò con la seconda crociata, ben deciso a far valere i suoi diritti sulla Contea di Tripoli.
Quando egli morì misteriosamente avvelenato in Palestina nel 1148, il suo stesso figlio illegittimo, Bertrando, divenne capo del movimento per prendere Tripoli.
Egli sfidò l'autorità del Conte Raimondo II, nipote dell'originale Conte Bertrando, e si preparò all'invasione.
Con una forza di truppe tolosane, egli conquistò la fortezza ad Arimah, sulla strada per Tortosa.
Raimondo, astutamente, evitò di confrontarsi direttamente con il suo congiunto, ma invece inviò dei messaggeri a Norandino ed Unur di Damasco.
Solo pochi mesi prima, questi stessi signori musulmani erano stati i nemici di Raimondo all'Assedio di Damasco, ma ora egli li invitò ad attaccare il suo rivale ed essi conquistarono Arimah e catturarono Bertrando, che passò i successivi dieci anni nelle prigioni musulmane.
Arimah fu restituita al Conte con le fortificazioni distrutte.
 Guerra con l'Impero selgiuchide 
 Shayzar 
In quanto vassallo dei re di Gerusalemme, il nuovo Conte Bertrando fu trascinato nella guerra tra cristiani e Selgiuchidi.
Nel 1111, Mawdud bin Altuntash condusse una forza d'invasione musulmana contro gli stati crociati di Antiochia ed Edessa.
Bertrando ed il re Baldovino si mossero in difesa dei cristiani nel nord.
Nella battaglia di Shayzar, insieme a Tancredi, principe di Galilea ed al Conte di Edessa, essi respinsero le forze dei Selgiuchidi e mantennero gli Stati crociati intatti.
 Hab 
Nel 1119, l'Impero selgiuchide si abbatté nuovamente su Antiochia, cogliendo diverse vittorie, inclusa la disfatta delle forze cristiane nella battaglia dell'Ager Sanguinis.
Con l'esercito di Antiochia annientato, il Conte Ponzio di Tripoli ed il Re Baldovino II accorsero a nord per difendere i possedimenti cristiani.
I due eserciti si incontrarono nella battaglia di Hab.
Il Conte ed i suoi cavalieri da Tripoli costituirono il fianco destro delle forze cristiane.
Il combattimento fu molto duro e ad un tratto sembrò volgere in favore dei turchi.
Molti cristiani fuggirono, ma il Conte riuscì a penetrare i ranghi dei musulmani ed a ricongiungersi con il re.
Insieme con le loro restanti truppe, essi continuarono a combattere i turchi ed alla fine li costrinsero ad una completa ritirata.
Antiochia rimase fuori dal controllo musulmano.
 Azaz 
Nel 1125 il Conte Ponzio condusse di nuovo le forze di Tripoli contro i turchi che avevano invaso la Contea di Edessa ed assediavano la città di Azaz.
Ponzio, con il re di Gerusalemme ed il Conte di Edessa, attrassero le forze assedianti lontano dalla città, su un'arida piana.
Quando i turchi si resero conto che si trattava di una trappola erano già stati circondati.
Dopo un lungo e sanguinoso combattimento l'esercito islamico fu completamente sconfitto.
 Massacro degli orientali 
Nel 1152 il Conte Raimondo II fu assassinato dai Nizariti;
egli fu la prima vittima non-musulmana della setta e la sua morte ebbe grandi ripercussioni:
Le selvagge uccisioni che seguirono la morte di Raimondo non acquietarono certo le tensioni tra cristiani e musulmani in Tripoli.
 Guerra civile 
La popolazione latina della contea era soprattutto costituita da crociati originari del mezzogiorno della Francia e dell'Italia. Degli Stati latini d'oriente era il solo dove si parlava la lingua d'oc, contrariamente agli altri che parlavano la lingua d'oïl, così la sovranità dei Normanni di Antiochia, iniziata nel 1187, fu male accettata.
Il XIII secolo fu cosparso di intrighi, sommosse ed assassini, e vide anche il signore di Gibelletto insultare il suo sovrano alle porte di Tripoli.
 Guido II Embriaco (1277 - 82) 
Tra il 1275 ed il 1277 il Conte Boemondo VII era troppo giovane per regnare e così il Vescovo Bartolomeo di Tortosa assunse le funzioni di reggente; ma fu opposto dal vescovo Paolo di Tripoli, che era amico personale del Gran Maestro dell'Ordine del Tempio Guglielmo di Beaujeu.
Quando Boemondo divenne maggiorenne nel 1277 prese il controllo della Contea, ereditò l'opposizione dei Templari di Beaujeu.
(Estoire d'Eracles)
I Templari tentarono di spodestare il Conte appoggiando Guido II Embriaco, ex vassallo di Boemondo a Jubail.
I due erano stati in buoni rapporti ma erano divenuti nemici a seguito di dissapori a carattere personale.
Il Gran Maestro assicurò il suo appoggio a Guido ed il Conte, temendo un colpo di Stato, attaccò la sede dei Templari di Tripoli ed ordinò che le loro terre fossero devastate, incluse le foreste a Montroque.
I Templari reagirono rapidamente dando alle fiamme Botron e stringendo d'assedio Nephin.
Boemondo e Guido si affrontarono vicino a Botron, Guido era appoggiato da trenta cavalieri Templari, ma il combattimento fu inconcludente.
Durante l'anno successivo furono ingaggiate battaglie in mare, lungo tutta la costa di Tripoli.
Le galee dei Templari impedirono il commercio di Tripoli e le navi del Conte attaccarono il castello templare a Sidone.
Si arrivò al confronto finale nel 1282 quando Guido ed i Templari tentarono di attaccare Tripoli di sorpresa.
Essi avevano progettato di radunarsi nella sede dei Templari, ma quando arrivarono non trovarono il locale precettore, lo spagnolo Reddecoeur.
Temendo una cospirazione cercarono rifugio presso gli Ospitalieri, ma furono costretti ad arrendersi.
Il Conte non ebbe pietà con i suoi prigionieri, fece immediatamente giustiziare tutti i Templari mentre gli altri seguaci di Guido furono accecati.
Guido stesso, insieme ai suoi fratelli e cugini, furono gettati nel fossato del castello di Nephin e lasciati morire di fame.
 Conquista musulmana 
Inevitabilmente le continue lotte interne, la carenza di risorse e la pressione militare musulmana presero il loro tributo sul Regno.
Nel 1280 rimanevano solo due stati crociati, i resti di Gerusalemme e Tripoli.
Nel 1287 i mercanti genovesi si ribellarono a Lucia, ultima esponente della dinastia regnante e, sostenuti dall'ammiraglio Benedetto Zaccaria, cercarono di far eleggere un podestà di loro gradimento alla guida della città, mentre i nobili proclamarono la fine della dinastia ed istituirono il libero comune, eleggendo sindaco Bartolomeo Embriaco.
Temendo che Tripoli diventasse definitivamente una colonia genovese, gli emissari veneziani e pisani chiesero l'intervento del sultano mamelucco d'Egitto Saīf al-Dīn Qalawūn al-'Ālfī al-Manṣūr.
Qalawun, il cui obiettivo era la distruzione degli stati crociati, pur avendo un trattato di pace con la Contea attaccò nel marzo 1289.
Nonostante una disperata difesa il 27 aprile la città cadde.
L'ultimo nato degli stati crociati divenne parte dell'impero di Qalawun, restava solo qualche brandello del Regno di Gerusalemme.

## Organizzazione della Contea
Possedimenti e vassalli 

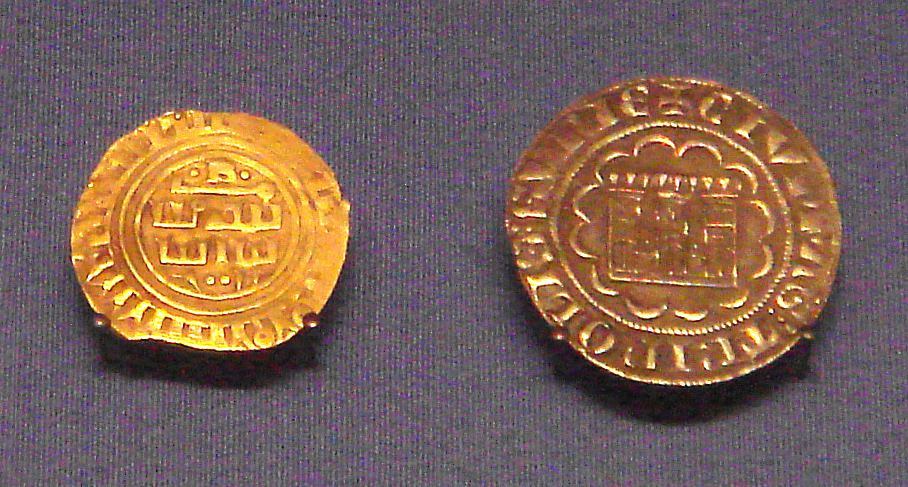
Bisante d'oro in arabo (1270-1300) e grosso d'argento (1275-1287) della Contea di Tripoli (British Museum).

Il Conte governava l'intera costa tra Maraclea a nord e Beirut a sud.
All'apice della potenza di Tripoli, l'autorità del Conte raggiungeva nell'entroterra la fortezza del Krak dei Cavalieri.
La Contea fu divisa in varie signorie, la maggior parte basate sui porti costieri.
Il Conte si riservò la striscia costiera attorno al porto di Tripoli e l'ostile regione orientale del Montferrand.
 Krak dei Cavalieri 
 Signoria di Gibelletto 
Un quarto della Contea fu dato ai genovesi in ringraziamento per l'aiuto nella conquista della stessa.
Bertrando diede il porto di Jubail all'ammiraglio genovese Guglielmo Embriaco, i cui discendenti rimasero vassalli del Conte fino al tardo XIII secolo.
L'antica città di Biblo fu la sede e la capitale della signoria retta dalla famiglia genovese degli Embriaci, con il nome di Gibelletto o Jebail. 
I signori di Gibelletto furono vassalli del conte di Tripoli, ed inoltre, dopo la caduta di Tripoli, vissero un breve periodo come vassalli dei mamelucchi.
La Signoria confinava a sud con la Signoria di Beirut nel regno di Gerusalemme.
 Signoria di Botron 
La Signoria di Botron si estendeva attorno al castello di Batrun
 Omaggio al re 
Baldovino aveva svolto un ruolo fondamentale nella creazione dell'ultimo Stato crociato. Egli aveva appoggiato Bertrando sin dal suo arrivo nel Levante ed aveva organizzato le forze che alla fine avevano spezzato la resistenza musulmana nell'area.
Comunque, come la signoria di Galilea, Tripoli rimase fuori dal diretto controllo reale.
I conti dovevano ancora fedeltà ed omaggio alla monarchia di Gerusalemme ma il re "non ebbe direttamente diritti legali, territoriali o di nomina sui Conti".
Tuttavia, in tempi di crisi, il re agì spesso come reggente o guardiano della Contea, a dimostrazione degli stretti legami esistenti tra Gerusalemme e Tripoli.
 Gli Ordini Militari 
La sua posizione esposta ma vitale fece di Tripoli un obiettivo per le forze musulmane attorno ai suoi confini.
Nel 1137 furono perduti i possedimenti personali del Conte in Montferrand.
Il problema fu esacerbato quando i Nizariti si stabilirono nelle montagne Nosairi, del nord.
Per contrastare i sempre più forti vicini musulmani, nel 1144 il Conte diede ai Cavalieri Ospitalieri grandi strisce di territorio di frontiera.
Gli Ospitalieri ebbero gran parte della piana di Buqai'ah e furono la chiave della difesa di Tripoli.
La loro fortezza, il Krak dei Cavalieri fu la più imponente costruzione della Contea.
Durante il 1150 anche i Cavalieri templari acquisirono terre in Tripoli.
Le loro fortificazioni a Tortosa furono un importante supporto delle difese del Conte.
 Religione 
In quanto sede del Regno, gli esponenti religiosi di Gerusalemme avrebbero dovuto essere la guida degli altri stati crociati.
Tuttavia, la gerarchia religiosa di Tripoli diede la sua lealtà al Patriarca di Antiochia, anche dopo che un editto papale aveva posto Tripoli sotto la giurisdizione del Patriarca di Gerusalemme.
Questo è probabilmente dovuto alla stretta alleanza politica formata tra Tripoli ed Antiochia dal Conte Ponzio.

## Conti di Tripoli
- Raimondo IV di Tolosa (1102–1105)

- Guglielmo Giordano (1105–1109)

- Bertrando di Tolosa (1109–1112)

- Ponzio di Tripoli (1112–1137)

- Raimondo II di Tripoli (1137–1152)

- Raimondo III di Tripoli (1152–1187)

- Raimondo IV di Tripoli (1187–1189), figlio di Boemondo III d'Antiochia

- Boemondo IV di Antiochia-Tripoli (1189–1233, anche Principe di Antiochia 1201–1216 e 1219–1233)

- Boemondo V di Antiochia-Tripoli (1233–1252, anche Principe di Antiochia)

- Bohemond VI di Antiochia-Tripoli (1252–1275, anche Principe di Antiochia 1252–1268)

- Boemondo VII di Antiochia-Tripoli (1275–1287)

- Lucia di Tripoli (1287–1289)

Tripoli è conquistata dagli egiziani
- Lucia di Tripoli (1289 – c. 1299)

- Filippo II de Toucy (c.1299 – 1300)

il titolo passa ai re di Cipro e Gerusalemme
- Pietro I di Cipro (1345–1359)

- Pietro II di Cipro (1359–1372)

- Giacomo di Lusignano (1372 – c. 1396), cugino

- Giovanni di Lusignano (c. 1396 – c. 1430), figlio

- Pietro di Lusignano (c. 1430 – 1451), fratello, Reggente di Cipro

- Giovanni Tafures (1469 – 1473)